# Robert E. Griffith
Pour les articles homonymes, voir Griffith.
Robert E. Griffith né en 1907 mort le 7 juin 1961 est un producteur de théâtre, régisseur et acteur américain.

## Carrière
Il a été en particulier le coproducteur de West Side Story. Il a notamment travaillé avec Harold Prince et George Abbott à Broadway.
Le duo a suivi le succès de The Pajama Game avec une autre comédie musicale basée sur un roman à succès, Damn Yankees, qui a ramené presque toute l'équipe de production de The Pajama Game et a remporté son deuxième Tony Award de la meilleure comédie musicale. Ils ramènent presque toute l'équipe de production de The Pajama Game et remportent leur deuxième Tony Award de la meilleure comédie musicale. Leur troisième comédie musicale, New Girl in Town, est un succès modeste, mais ils recherchent des sujets plus significatifs. Lorsque l'occasion s'est présentée de travailler avec Leonard Bernstein, Jerome Robbins et Stephen Sondheim sur une nouvelle comédie musicale basée sur la pièce de Shakespeare Roméo et Juliette, ils ont sauté sur l'occasion. Le spectacle créé, West Side Story, n'a pas été un succès au début mais est devenu un classique du théâtre musical américain. La dernière production commune de Griffith et Prince, Fiorello ! a non seulement remporté le Tony Award de la meilleure comédie musicale, ex aequo avec La Mélodie du bonheur, mais aussi le prix Pulitzer de l'art dramatique.  

## Œuvres principales
- Under the Gaslight
- The Decoy, Dinner at Eight
- Merrily We Roll Along
- Best Foot Forward
- Where's Charley?
- A Tree Grows in Brooklyn
- 1956 : The Pajama Game : coproducteur
- 1957 : New Girl in Town : coproducteur
- 1957 : West Side Story : coproducteur
- 1959 : Fiorello! (en) : coproducteur